# Зырянская Ежуга
Зырянская Ежуга (Верхняя Ежуга, Ожечья) — река в России, протекает по Архангельской области (небольшой участок близ истока), Республике Коми. Устье реки находится в 108 км по левому берегу реки Вашка. Длина реки составляет 107 км, площадь водосборного бассейна 1220 км².

## Данные водного реестра
По данным государственного водного реестра России относится к Двинско-Печорскому бассейновому округу, водохозяйственный участок реки — Мезень от истока до водомерного поста у деревни Малонисогорская. Речной бассейн реки — Мезень.
Код объекта в государственном водном реестре — 03030000112103000047917.

### Притоки
(км от устья)
- 10 км: Йовсъю
- 14 км: Мичаёль
- 15 км: Золотъёль
- 16 км: Сотчемпола
- 20 км: Гриштаёль
- 27 км: Бергас
- 29 км: Камара
- 34 км: Малый Мадмас
- 36 км: Большой Мадмас
- 38 км: Кыдзъёль
- 43 км: Каменка
- 65 км: Пипу
- 67 км: Ядвий
- 72 км: руч. Малый Выргой
- 94 км: Северная Ежуга